# Donosy (gromada)
Donosy – dawna gromada, czyli najmniejsza jednostka podziału terytorialnego Polskiej Rzeczypospolitej Ludowej w latach 1954–1972.
Gromady, z gromadzkimi radami narodowymi (GRN) jako organami władzy najniższego stopnia na wsi, funkcjonowały od reformy reorganizującej administrację wiejską przeprowadzonej jesienią 1954 do momentu ich zniesienia z dniem 1 stycznia 1973, tym samym wypierając organizację gminną w latach 1954–1972.
Gromadę Donosy z siedzibą GRN w Donosach utworzono – jako jedną z 8759 gromad na obszarze Polski – w powiecie pińczowskim w woj. kieleckim, na mocy uchwały nr 13h/54 WRN w Kielcach z dnia 29 września 1954. W skład jednostki weszły obszary dotychczasowych gromad Donosy, Odonów i Słonowice ze zniesionej gminy Kazimierza Wielka, Skorczów ze zniesionej gminy Boszczynek oraz Paśmiechy (bez przysiółka Chruszczyna Mała) ze zniesionej gminy Nagórzany w tymże powiecie. Dla gromady ustalono 17 członków gromadzkiej rady narodowej.
1 stycznia 1956 gromada weszła w skład nowo utworzonego powiatu kazimierskiego w tymże województwie.
Gromadę zniesiono 1 stycznia 1969, a jej obszar włączono do: gromady Wielgus (wieś Pośmiechy) oraz do nowo utworzonych gromad Kazimierza Wielka (wsie Donosy, Odonów i Słonowice) i Kamieńczyce (wieś Skorczów).